# Extremo Oriente Russo

Distrito Federal Oriental (em vermelho).

O Extremo Oriente Russo (em russo:  Дальний Восток России; AFI: [ˈdalʲnʲɪj vʌˈstok rʌˈsʲiɪ]) é um termo que se refere a região russa do Extremo Oriente, as partes extremo-orientais da Rússia, entre Siberia e o oceano Pacífico. Historicamente, a principal conexão entre o Extremo Oriente e o Ocidente é a Ferrovia Transiberiana, operante até hoje.

## Demografia
A maioria da população desta região está formada por russos e ucranianos. 75% da população é urbana. Em 2002, as cidades mais povoadas eram as seguintes:
- Vladivostok (pob. 594,701)
- Khabarovsk (pob. 583,072)
- Komsomolsk del Amur (pob. 281,035)
- Blagovéshchensk (pob. 219,221)
- Yakutsk (pob. 210,642)
- Petropavlovsk-Kamchatski (pob. 198,028)
- Yuzhno-Sajalinsk (pob. 177,682)
- Najodka (pob. 177,133)
- Ussuriisk (pob. 157,759)